# Glenn Taylor
Glenn Taylor est un homme politique canadien. Il est le chef du Parti de l'Alberta et ancien maire de Hinton d'octobre 2004 à janvier 2012.

## Carrière politique
Il était un candidat du Nouveau Parti démocratique de l'Alberta à l'élection générale de 1997 dans la circonscription de Yellowhead-Ouest et en 2001 il est élu au conseil municipal du village de Hinton. En 2004 il est élu maire et est réélu en 2007 et 2010. Il a ensuite mis sa candidature pour être chef du Parti de l'Alberta, et il est élu à cette position le 29 mai 2011 lors de la convention pour élire le chef du parti avec 55 % du vote au premier tour. Il est le candidat nommé du parti dans Yellowhead-Ouest lors de l'élection générale de 2012. Le 3 janvier 2012, il démissionne comme maire pour se concentrer sur sa campagne pour l'élections provinciale prochaine. Il fut défait en troisième place de Yellowhead-Ouest lors de l'élection provinciale. Six mois plus tard, le 22 septembre, il quitte de ses fonctions du chef de son parti.